# 741 (číslo)
Sedm set čtyřicet jedna je přirozené číslo. Následuje po čísle sedm set čtyřicet a předchází číslu sedm set čtyřicet dva. Římskými číslicemi se zapisuje DCCXLI a řeckými číslicemi ψμα.

## Matematika
741 je:
- Trojúhelníkové číslo
- Deficientní číslo
- Složené číslo
- Nešťastné číslo

## Astronomie
- (741) Botolphia je planetka hlavního pásu, kterou objevil v roce 1913 Joel Hastings Metcalf

## Roky
- 741
- 741 př. n. l.